# 1905-ös magyar vívóbajnokság
Az 1905-ös magyar vívóbajnokság a hatodik magyar bajnokság volt. A bajnokságot április 28. és 29. között (tőr), illetve április 28. és 30. között (kard) rendezték meg Budapesten, a selejtezőt a MAC margitszigeti vívótermében, a döntőt a Vigadóban.

## Eredmények
| Versenyszám     | Arany            | Arany | Ezüst              | Ezüst | Bronz                                | Bronz |
| --------------- | ---------------- | ----- | ------------------ | ----- | ------------------------------------ | ----- |
| Férfi tőrvívás  | Békessy Béla MAC |       | Tóth Péter MAC     |       | Lestyánszky Dezső MAC és Fővárosi VC |       |
| Férfi kardvívás | Békessy Béla MAC |       | Mészáros Ervin MAC |       | Krencsey Géza MAC                    |       |